# トロンヘロス・デ・イスラ・デ・ラ・フベントゥ
ピラタス・デ・イスラ・デ・ラ・フベントゥ（西: Piratas de Isla de la Juventud）はキューバの野球リーグであるセリエ・ナシオナル・デ・ベイスボルに所属する野球チーム。本拠地は青年の島（フベントゥド島、Isla de la Juventud）。通称はラ・イスラ（la Isla）。
以前はトロンヘロス・デ・イスラ・デ・ラ・フベントゥ（Toronjeros de Isla de la Juventud）の名で呼ばれていた。

## 概要
1977年に、キューバ西部の離島である青年の島を本拠地として設立。
設立から1990年代半ばまでは弱小球団であったが、1990年代後半より力を付け、プレーオフに進出するシーズンが増えている。
2014年-2015年シーズンには、ティグレス・デ・シエゴ・デ・アビラにファイナルで敗れたものの、初の準優勝に輝いた
。

## 主な所属選手
- アリエル・ミランダ
- アレクサンダー・ラモス
- アンディ・イバニェス
- エクトル・メンドーサ[3]
- フェリックス・ペレス
- ペドロ・ペレス
- ミチェル・エンリケス
- ヨアン・ロペス
- ライセル・イグレシアス
- リバン・ヘルナンデス
- レオナルド・ウルヘエス